# Alexandre Grenier
Alexandre Grenier, född 5 september 1991, är en kanadensisk professionell ishockeyspelare som är spelar för Laval Rocket i AHL. 
Han har tidigare spelat på NHL-nivå för Vancouver Canucks och på lägre nivåer för Springfield Thunderbirds, Utica Comets och Chicago Wolves i AHL, EC Red Bull Salzburg i EBEL, Kalamazoo Wings i ECHL och Remparts de Québec och Halifax Mooseheads i Ligue de hockey junior majeur du Québec (LHJMQ).
Grenier draftades i tredje rundan i 2011 års draft av Vancouver Canucks som 90:e spelare totalt.

## Statistik
| 2008–09      | Panthères de Saint-Jérôme | LHJQ         | 2   | 0  | 0   | 0   | 0   | —  | —  | —  | —  | —  |
| 2009–10      | Panthères de Saint-Jérôme | LHJQ         | 51  | 26 | 28  | 54  | 63  | 7  | 1  | 3  | 4  | 2  |
| 2010–11      | Panthères de Saint-Jérôme | LHJQ         | 33  | 25 | 35  | 60  | 34  | —  | —  | —  | —  | —  |
|              | Remparts de Québec        | LHJMQ        | 31  | 9  | 15  | 24  | 29  | 15 | 8  | 8  | 16 | 4  |
| 2011–12      | Halifax Mooseheads        | LHJMQ        | 64  | 25 | 39  | 64  | 42  | 17 | 4  | 12 | 16 | 19 |
| 2012–13      | EC Red Bull Salzburg      | EBEL         | 25  | 5  | 8   | 13  | 21  | —  | —  | —  | —  | —  |
|              | Chicago Wolves            | AHL          | 4   | 0  | 0   | 0   | 2   | —  | —  | —  | —  | —  |
|              | Kalamazoo Wings           | ECHL         | 37  | 10 | 21  | 31  | 51  | —  | —  | —  | —  | —  |
| 2013–14      | Utica Comets              | AHL          | 68  | 17 | 22  | 39  | 56  | —  | —  | —  | —  | —  |
| 2014–15      | Utica Comets              | AHL          | 67  | 17 | 26  | 43  | 71  | 23 | 6  | 9  | 15 | 25 |
| 2015–16      | Vancouver Canucks         | NHL          | 6   | 0  | 0   | 0   | 2   | —  | —  | —  | —  | —  |
|              | Utica Comets              | AHL          | 69  | 16 | 32  | 48  | 43  | 4  | 2  | 1  | 3  | 2  |
| 2016–17      | Vancouver Canucks         | NHL          | 3   | 0  | 0   | 0   | 0   | —  | —  | —  | —  | —  |
|              | Utica Comets              | AHL          | 69  | 17 | 28  | 45  | 52  | —  | —  | —  | —  | —  |
| 2017–18      | Springfield Thunderbirds  | AHL          | 72  | 20 | 24  | 44  | 78  | —  | —  | —  | —  | —  |
| 2018–19      | Laval Rocket              | AHL          | —   | —  | —   | —   | —   | —  | —  | —  | —  | —  |
| NHL totalt   | NHL totalt                | NHL totalt   | 9   | 0  | 0   | 0   | 2   | —  | —  | —  | —  | —  |
| AHL totalt   | AHL totalt                | AHL totalt   | 349 | 87 | 132 | 219 | 302 | 23 | 6  | 9  | 15 | 25 |
| EBEL totalt  | EBEL totalt               | EBEL totalt  | 25  | 5  | 8   | 13  | 21  | —  | —  | —  | —  | —  |
| ECHL totalt  | ECHL totalt               | ECHL totalt  | 37  | 10 | 21  | 31  | 51  | —  | —  | —  | —  | —  |
| LHJMQ totalt | LHJMQ totalt              | LHJMQ totalt | 95  | 34 | 54  | 88  | 71  | 32 | 12 | 20 | 32 | 23 |